# Équipe du Mali de football à la Coupe d'Afrique des nations 2019
L’équipe du Mali de football participe à la Coupe d'Afrique des nations 2019 organisée en Égypte du 21 juin au 19 juillet 2019. Après avoir terminé en tête de leur groupe (deux victoires, un nul), les Aigles sont éliminés en huitième de finale par la Côte d'Ivoire (0-1).

## Qualifications
Le Mali est placé dans le groupe C des qualifications qui se déroulent du 9 juin 2017 au 23 mars 2019. Sa qualification est acquise à l'issue de la cinquième journée.

### Résultats
| Rang | Équipe        | Pts | J | G | N | P | Bp | Bc | Diff |  | Résultats (▼ dom., ► ext.) |     |     |     |     |
| ---- | ------------- | --- | - | - | - | - | -- | -- | ---- |  | -------------------------- | --- | --- | --- | --- |
| 1    | Mali          | 14  | 6 | 4 | 2 | 0 | 10 | 2  | +8   |  | Mali                       |     | 0-0 | 2-1 | 3-0 |
| 2    | Burundi       | 10  | 6 | 2 | 4 | 0 | 11 | 5  | +6   |  | Burundi                    | 1-1 |     | 1-1 | 3-0 |
| 3    | Gabon         | 8   | 6 | 2 | 2 | 2 | 7  | 5  | +2   |  | Gabon                      | 0-1 | 1-1 |     | 3-0 |
| 4    | Soudan du Sud | 0   | 6 | 0 | 0 | 6 | 2  | 18 | -16  |  | Soudan du Sud              | 0-3 | 2-5 | 0-1 |     |

| 10 juin 2017 | Mali                            | 2 - 1 | Gabon      |                                                     |                                                     |
| 19h00 UTC    | K. Coulibaly 54e · Bissouma 57e | (0-1) | 3e Bouanga | Stade du 26-Mars, Bamako Arbitrage : Daniel Bennett | Stade du 26-Mars, Bamako Arbitrage : Daniel Bennett |
| 19h00 UTC    | Rapport                         |       |            | Stade du 26-Mars, Bamako Arbitrage : Daniel Bennett | Stade du 26-Mars, Bamako Arbitrage : Daniel Bennett |

| 9 septembre 2018 | Soudan du Sud | 0 - 3 | Mali                                       |                                                    |                                                    |
| 16h00 (UTC+3)    |               | (0-1) | 45e Marega · 71e S. Coulibaly · 87e Traoré | Stade de Djouba, Djouba Arbitrage : Rédouane Jiyed | Stade de Djouba, Djouba Arbitrage : Rédouane Jiyed |
| 16h00 (UTC+3)    | Rapport       |       |                                            | Stade de Djouba, Djouba Arbitrage : Rédouane Jiyed | Stade de Djouba, Djouba Arbitrage : Rédouane Jiyed |

| 12 octobre 2018 | Mali    | 0 - 0 | Burundi |                                                      |                                                      |
|                 |         | (0-0) |         | Stade du 26-Mars, Bamako Arbitrage : Maguette Ndiaye | Stade du 26-Mars, Bamako Arbitrage : Maguette Ndiaye |
|                 | Rapport |       |         | Stade du 26-Mars, Bamako Arbitrage : Maguette Ndiaye | Stade du 26-Mars, Bamako Arbitrage : Maguette Ndiaye |

| 16 octobre 2018 | Burundi        | 1 - 1 | Mali       |                                                                      |                                                                      |
| 15h00           | Abdul Razak 9e | (1-0) | 48e Fofana | Stade du Prince Louis Rwagasore, Bujumbura Arbitrage : Celso Alvacao | Stade du Prince Louis Rwagasore, Bujumbura Arbitrage : Celso Alvacao |
| 15h00           | Rapport        |       |            | Stade du Prince Louis Rwagasore, Bujumbura Arbitrage : Celso Alvacao | Stade du Prince Louis Rwagasore, Bujumbura Arbitrage : Celso Alvacao |

| 17 novembre 2018 | Gabon   | 0 - 1 | Mali        |                                                                   |                                                                   |
|                  |         | (0-1) | 11e Doumbia | Stade d'Angondjé, Libreville Arbitrage : El Fadil Mohamed Hussein | Stade d'Angondjé, Libreville Arbitrage : El Fadil Mohamed Hussein |
|                  | Rapport |       |             | Stade d'Angondjé, Libreville Arbitrage : El Fadil Mohamed Hussein | Stade d'Angondjé, Libreville Arbitrage : El Fadil Mohamed Hussein |

| 23 mars 2019 | Mali                                           | 3 - 0 | Soudan du Sud |                                                           |                                                           |
|              | K. Coulibaly 18e · Djenepo 28e · A. Traoré 90e | (2-0) |               | Stade du 26-Mars, Bamako Arbitrage : Alex Muhabi Nsulumbi | Stade du 26-Mars, Bamako Arbitrage : Alex Muhabi Nsulumbi |
|              | Rapport                                        |       |               | Stade du 26-Mars, Bamako Arbitrage : Alex Muhabi Nsulumbi | Stade du 26-Mars, Bamako Arbitrage : Alex Muhabi Nsulumbi |

### Statistiques

#### Buteurs
| Buts | Joueurs |
| ---- | --- |
| 2    | Kalifa Coulibaly |
| 1    | Yves Bissouma, Salif Coulibaly, Moussa Djenepo, Moussa Doumbia, Mamadou Fofana, Moussa Marega, Adama Tamboura, Adama Traoré |

## Préparation
Le Mali dispute son premier match de préparation quelques jours après la fin des éliminatoires. Il s'incline en fin de match face au Sénégal à Dakar (2-1).
Le Mali commence sa préparation le 1er juin à Bamako. Il doit affronter l'équipe nationale locale avant de se rendre au Qatar à partir du 6 juin où il dispute deux autres matchs, face au Cameroun (1-1), à l'Algérie (2-3).
| 26 mars 2019 | Sénégal | 2 – 1   | Mali |                                                                |                                                                |
| 17h00 (UTC)  | Mané 87e · Konaté 90+2e | (0-0)   | 72e A. Traoré | Stade Léopold Sédar Senghor, Dakar Arbitrage : Mathioro Diabel | Stade Léopold Sédar Senghor, Dakar Arbitrage : Mathioro Diabel |
| 17h00 (UTC)  | Diaw 41e · Sané 94e |         | 45e I. Traoré · | Stade Léopold Sédar Senghor, Dakar Arbitrage : Mathioro Diabel | Stade Léopold Sédar Senghor, Dakar Arbitrage : Mathioro Diabel |
| 17h00 (UTC)  | Gomis — Gassama, C. Kouyaté (Sané, 78e), Cissé, Diaw — L. Ndiaye, A. Ndiaye (Diatta, 46e) — Sada Thioub (Mané, 78e), Diagne (Konaté, 60e), Keita Baldé (Ngom, 55e) | Équipes | Diarra (Samassa, 46e) — Sacko (Dibassy, 55e), Fofana, K. Kouyaté, Haïdara — Coulibaly, I. Traoré (Doucouré, 47e) — Diaby (A. Traoré, 34e), Djenepo (A. Traoré, 63e), Doumbia (Tandia, 74e) — Marega | Stade Léopold Sédar Senghor, Dakar Arbitrage : Mathioro Diabel | Stade Léopold Sédar Senghor, Dakar Arbitrage : Mathioro Diabel |

| 5 juin 2019 | Mali A' | - | Mali |        |
|             |         |   |      | Bamako |

| 14 juin 2019 | Cameroun   | 1 - 1 | Mali     |                                                     |                                                     |
| 19h00        | Ekambi 44e | (1-1) | 22e Koné | Al-Wakrah Stadium Al Wakrah Arbitrage : Ahmed Alali | Al-Wakrah Stadium Al Wakrah Arbitrage : Ahmed Alali |

| 16 juin 2019 | Algérie                                         | 3 - 2   | Mali                         |                                                              |                                                              |
| 19h00 UTC+1  | Bounedjah 40e · Belaïli 70e (pen.) · Delort 80e | (1 - 1) | 19e (pen.) Diaby · 68e Sacko | Stade Jassim Bin Hamad, Doha Arbitrage : Mohamed Al Yaâqoubi | Stade Jassim Bin Hamad, Doha Arbitrage : Mohamed Al Yaâqoubi |

## Compétition

### Tirage au sort
Le tirage au sort de la CAN se déroule 12 avril 2019 au Caire, face au Sphinx et aux Pyramides. Le Mali est placé dans le chapeau 2 en raison de son classement FIFA.
Le tirage au sort donne alors comme adversaires des Aigles, la Tunisie (chapeau 1, 28e au classement FIFA), la Mauritanie (chapeau 3, 103e) et l'Angola (chapeau 4, 122e) dans le groupe E.

### Effectif
Le sélectionneur Mohamed Magassouba annonce une pré-liste de vingt-sept joueurs le 24 mai.
Le gardien Mamadou Samassa décline la sélection en l'absence de la garantie d'être titulaire. Il remplacé par Ibrahim Mounkoro.
Le milieu Yves Bissouma est contraint de déclarer forfait en raison d'une fracture à l'épaule.
La liste définitive est rendue publique le 15 juin. Souleymane Diarra, Hadi Sacko et Idrissa Traoré sont les trois joueurs non-retenus.
Adama Niane est exclu du groupe en cours de compétition pour avoir giflé le capitaine Abdoulaye Diaby.

### Premier tour
| Rang | Équipe     | Pts | J | G | N | P | Bp | Bc | Diff |  | Résultats (▼ dom., ► ext.) |     |     |     |     |
| ---- | ---------- | --- | - | - | - | - | -- | -- | ---- |  | -------------------------- | --- | --- | --- | --- |
| 1    | Mali       | 7   | 3 | 2 | 1 | 0 | 6  | 2  | +4   |  | Mali                       |     | 1-1 | 1-0 | 4-1 |
| 2    | Tunisie    | 3   | 3 | 0 | 3 | 0 | 2  | 2  | 0    |  | Tunisie                    | 1-1 |     | 1-1 | 0-0 |
| 3    | Angola     | 2   | 3 | 0 | 2 | 1 | 1  | 2  | -1   |  | Angola                     | 0-1 | 1-1 |     | 0-0 |
| 4    | Mauritanie | 2   | 3 | 0 | 2 | 1 | 1  | 4  | -3   |  | Mauritanie                 | 1-4 | 0-0 | 0-0 |     |

     Équipe qualifiée ou victorieuse; Pts = points; J = joués; G = gagnés; N = nuls; P = perdus;
Bp = buts pour; Bc = buts contre; Diff = différence de buts
| 24 juin 2019 | Mali                                                         | 4 - 1   | Mauritanie                              | Stade de Suez, Suez                                       |                                                           |
| 22h00 CAT    | Diaby 37e · Marega 45e (pen.) · Traoré II 55e · Traoré I 73e | (2 - 0) | 72e (pen.) El Hacen                     | Spectateurs : 6 202 Arbitrage : Jean-Jacques Ndala Ngambo | Spectateurs : 6 202 Arbitrage : Jean-Jacques Ndala Ngambo |
| 22h00 CAT    | Djenepo 31e · Fofana 71e                                     | Rapport | 19e N'Diaye · 79e Souleymane · 84e Diaw | Spectateurs : 6 202 Arbitrage : Jean-Jacques Ndala Ngambo | Spectateurs : 6 202 Arbitrage : Jean-Jacques Ndala Ngambo |

| 28 juin 2019 | Tunisie                               | 1-1     | Mali                                      | Stade de Suez, Suez                           |                                               |
| 16h30 CAT    | Khazri 70e                            | (0-0)   | 60e Samassékou                            | Spectateurs : 16 085 Arbitrage : Joshua Bondo | Spectateurs : 16 085 Arbitrage : Joshua Bondo |
| 16h30 CAT    | Skhiri 38e · Badri 41e · Chaalali 64e | Rapport | 11e Haidara · 59e Marega · 69e Samassékou | Spectateurs : 16 085 Arbitrage : Joshua Bondo | Spectateurs : 16 085 Arbitrage : Joshua Bondo |

| 2 juillet 2019 | Angola                                   | 0 - 1   | Mali        | Stade d'Ismaïlia, Ismaïlia |                            |
| 21h00 CAT      |                                          | (0 - 1) | 37e Haidara | Arbitrage : Rédouane Jiyed | Arbitrage : Rédouane Jiyed |
| 21h00 CAT      | Gaspar 29e · Herenilson 80e · Bastos 90e | Rapport | 69e Diarra  | Arbitrage : Rédouane Jiyed | Arbitrage : Rédouane Jiyed |

### Phase à élimination directe
| Huitième de finale | Mali             | 0 - 1   | Côte d'Ivoire   | Stade de Suez, Suez       |                           |
| 8 juillet 2019     |                  | (0 - 0) | 76e Zaha        | Arbitrage : Janny Sikazwe | Arbitrage : Janny Sikazwe |
| 8 juillet 2019     | L. Coulibaly 36e | Rapport | 28e M. Bagayoko | Arbitrage : Janny Sikazwe | Arbitrage : Janny Sikazwe |

### Statistiques
| Joueur            |          |          |          |          | TT       | But inscrit | MJ       | MT       | Légende |
| ----------------- | -------- | -------- | -------- | -------- | -------- | ----------- | -------- | -------- | --- |
| Gardiens          | Gardiens | Gardiens | Gardiens | Gardiens | Gardiens | Gardiens    | Gardiens | Gardiens | Abréviations et symboles : TT : Total de minutes jouées MJ : Nombre de matchs joués MT : Matchs joués en tant que titulaire : but : joueur entré : joueur remplacé : capitaine : carton jaune : carton rouge |
| Djigui Diarra     | 90       | 90       | 90       | 90       | 360      | -           | 4        | 4        | Abréviations et symboles : TT : Total de minutes jouées MJ : Nombre de matchs joués MT : Matchs joués en tant que titulaire : but : joueur entré : joueur remplacé : capitaine : carton jaune : carton rouge |
| Adama Keita       | -        | -        | -        | -        | -        | -           | -        | -        | Abréviations et symboles : TT : Total de minutes jouées MJ : Nombre de matchs joués MT : Matchs joués en tant que titulaire : but : joueur entré : joueur remplacé : capitaine : carton jaune : carton rouge |
| Ibrahim Mounkoro  | -        | -        | -        | -        | -        | -           | -        | -        | Abréviations et symboles : TT : Total de minutes jouées MJ : Nombre de matchs joués MT : Matchs joués en tant que titulaire : but : joueur entré : joueur remplacé : capitaine : carton jaune : carton rouge |
| Défenseurs        |          |          |          |          |          |             |          |          | Abréviations et symboles : TT : Total de minutes jouées MJ : Nombre de matchs joués MT : Matchs joués en tant que titulaire : but : joueur entré : joueur remplacé : capitaine : carton jaune : carton rouge |
| Molla Wagué       | 90       | 90       | 90       | 90       | 360      | -           | 4        | 4        | Abréviations et symboles : TT : Total de minutes jouées MJ : Nombre de matchs joués MT : Matchs joués en tant que titulaire : but : joueur entré : joueur remplacé : capitaine : carton jaune : carton rouge |
| Hamari Traoré     | 90       | 90       | -        | 90       | 270      | -           | 3        | 3        | Abréviations et symboles : TT : Total de minutes jouées MJ : Nombre de matchs joués MT : Matchs joués en tant que titulaire : but : joueur entré : joueur remplacé : capitaine : carton jaune : carton rouge |
| Youssouf Koné     | 90       | 90       | -        | 90       | 270      | -           | 3        | 3        | Abréviations et symboles : TT : Total de minutes jouées MJ : Nombre de matchs joués MT : Matchs joués en tant que titulaire : but : joueur entré : joueur remplacé : capitaine : carton jaune : carton rouge |
| Mamadou Fofana    | 90       | 90       | -        | 90       | 270      | -           | 3        | 3        | Abréviations et symboles : TT : Total de minutes jouées MJ : Nombre de matchs joués MT : Matchs joués en tant que titulaire : but : joueur entré : joueur remplacé : capitaine : carton jaune : carton rouge |
| Falaye Sacko      | -        | -        | 90       | -        | 90       | -           | 1        | 1        | Abréviations et symboles : TT : Total de minutes jouées MJ : Nombre de matchs joués MT : Matchs joués en tant que titulaire : but : joueur entré : joueur remplacé : capitaine : carton jaune : carton rouge |
| Massadio Haïdara  | -        | -        | 90       | -        | 90       | -           | 1        | 1        | Abréviations et symboles : TT : Total de minutes jouées MJ : Nombre de matchs joués MT : Matchs joués en tant que titulaire : but : joueur entré : joueur remplacé : capitaine : carton jaune : carton rouge |
| Boubakar Kouyaté  | -        | -        | 90       | -        | 90       | -           | 1        | 1        | Abréviations et symboles : TT : Total de minutes jouées MJ : Nombre de matchs joués MT : Matchs joués en tant que titulaire : but : joueur entré : joueur remplacé : capitaine : carton jaune : carton rouge |
| Milieux           |          |          |          |          |          |             |          |          | Abréviations et symboles : TT : Total de minutes jouées MJ : Nombre de matchs joués MT : Matchs joués en tant que titulaire : but : joueur entré : joueur remplacé : capitaine : carton jaune : carton rouge |
| Adama Noss Traoré | 61       | 4        | 90       | 27       | 182      | 1           | 4        | 2        | Abréviations et symboles : TT : Total de minutes jouées MJ : Nombre de matchs joués MT : Matchs joués en tant que titulaire : but : joueur entré : joueur remplacé : capitaine : carton jaune : carton rouge |
| Moussa Doumbia    | 29       | 15       | 58       | -        | 102      | -           | 3        | 1        | Abréviations et symboles : TT : Total de minutes jouées MJ : Nombre de matchs joués MT : Matchs joués en tant que titulaire : but : joueur entré : joueur remplacé : capitaine : carton jaune : carton rouge |
| Lassana Coulibaly | 90       | 90       | 90       | 80       | 350      | -           | 4        | 4        | Abréviations et symboles : TT : Total de minutes jouées MJ : Nombre de matchs joués MT : Matchs joués en tant que titulaire : but : joueur entré : joueur remplacé : capitaine : carton jaune : carton rouge |
| Moussa Djenepo    | 61       | 75       | -        | 90       | 226      | -           | 3        | 3        | Abréviations et symboles : TT : Total de minutes jouées MJ : Nombre de matchs joués MT : Matchs joués en tant que titulaire : but : joueur entré : joueur remplacé : capitaine : carton jaune : carton rouge |
| Diadie Samassékou | 90       | 90       | -        | 90       | 270      | 1           | 3        | 3        | Abréviations et symboles : TT : Total de minutes jouées MJ : Nombre de matchs joués MT : Matchs joués en tant que titulaire : but : joueur entré : joueur remplacé : capitaine : carton jaune : carton rouge |
| Adama Traoré II   | 29       | 10       | 81       | 37       | 157      | 1           | 4        | 1        | Abréviations et symboles : TT : Total de minutes jouées MJ : Nombre de matchs joués MT : Matchs joués en tant que titulaire : but : joueur entré : joueur remplacé : capitaine : carton jaune : carton rouge |
| Amadou Haidara    | 3        | 86       | 73       | 63       | 225      | 1           | 4        | 3        | Abréviations et symboles : TT : Total de minutes jouées MJ : Nombre de matchs joués MT : Matchs joués en tant que titulaire : but : joueur entré : joueur remplacé : capitaine : carton jaune : carton rouge |
| Cheick Doucouré   | -        | -        | 17       | -        | 17       | -           | 1        | -        | Abréviations et symboles : TT : Total de minutes jouées MJ : Nombre de matchs joués MT : Matchs joués en tant que titulaire : but : joueur entré : joueur remplacé : capitaine : carton jaune : carton rouge |
| Attaquants        |          |          |          |          |          |             |          |          | Abréviations et symboles : TT : Total de minutes jouées MJ : Nombre de matchs joués MT : Matchs joués en tant que titulaire : but : joueur entré : joueur remplacé : capitaine : carton jaune : carton rouge |
| Moussa Marega     | 90       | 90       | 9        | 90       | 279      | 1           | 4        | 3        | Abréviations et symboles : TT : Total de minutes jouées MJ : Nombre de matchs joués MT : Matchs joués en tant que titulaire : but : joueur entré : joueur remplacé : capitaine : carton jaune : carton rouge |
| Abdoulaye Diaby   | 87       | 80       | -        | 53       | -        | 1           | 3        | 3        | Abréviations et symboles : TT : Total de minutes jouées MJ : Nombre de matchs joués MT : Matchs joués en tant que titulaire : but : joueur entré : joueur remplacé : capitaine : carton jaune : carton rouge |
| Kalifa Coulibaly  | -        | -        | 90       | 10       | 100      | -           | 2        | 1        | Abréviations et symboles : TT : Total de minutes jouées MJ : Nombre de matchs joués MT : Matchs joués en tant que titulaire : but : joueur entré : joueur remplacé : capitaine : carton jaune : carton rouge |
| Adama Niane       | -        | -        | -        | -        | -        | -           | -        | -        | Abréviations et symboles : TT : Total de minutes jouées MJ : Nombre de matchs joués MT : Matchs joués en tant que titulaire : but : joueur entré : joueur remplacé : capitaine : carton jaune : carton rouge |
| Sékou Koïta       | -        | -        | 32       | -        | 32       | -           | 1        | -        | Abréviations et symboles : TT : Total de minutes jouées MJ : Nombre de matchs joués MT : Matchs joués en tant que titulaire : but : joueur entré : joueur remplacé : capitaine : carton jaune : carton rouge |

#### Buteurs
| Buts | Joueurs           | Adversaires |
| ---- | ----------------- | ----------- |
| 1    | Abdoulaye Diaby   | Mauritanie  |
| 1    | Amadou Haidara    | Angola      |
| 1    | Moussa Marega     | Mauritanie  |
| 1    | Diadie Samassékou | Tunisie     |
| 1    | Adama Traoré I    | Mauritanie  |
| 1    | Adama Traoré II   | Mauritanie  |